# Spilosoma hypogopa
Spilosoma hypogopa är en fjärilsart som beskrevs av George Francis Hampson 1907. Spilosoma hypogopa ingår i släktet Spilosoma och familjen björnspinnare. Inga underarter finns listade i Catalogue of Life.